# Beatrice Mancini
Pour les articles homonymes, voir Mancini.
Beatrice Mancini, nom de scène de Bice Mancinotti, née à Rome le 7 novembre 1917 et morte dans cette ville le 1er mars 1987, est une actrice italienne

## Filmographie partielle

### Au cinéma
- 1943 : Rita da Cascia d’Antonio Leonviola : Ada
- 1943 : Il treno crociato de Carlo Campogalliani : Adele Gerini, bénévole de la Croix-Rouge
- 1952 : Un homme à détruire (Imbarco a mezzanotte) de Joseph Losey
- 1958 : Amour et Ennuis (Amore e guai) d'Angelo Dorigo